# Vladislav Kulikov
Vladislav Kulikov (n. 7 ianuarie 1971, Moscova, RSFS Rusă, URSS) este un înotător ce a reprezentat Uniunea Republicilor Sovietice Socialiste, medaliat olimpic. A participat la 2 ediții ale Jocurilor Olimpice (1992, 1996) în care a câștigat două medalii de argint și o medalie de bronz.